# Hjernespind Records
Hjernespind Records er et dansk pladeselskab som blev stiftet af Tommas "Banger" Svendsen i år 2003 som et side-pladeselskab for Kick'n'Punch Records, som han havde kørt sammen med Jakob O siden 1999. Pladeselskabet udgiver vinyl plader, hovedsageligt i undergrunds genren punk.

## Udgivelser
- HS01 Asbest – Nyt Blod 7"
- HS02 No Hope for the Kids – No Hope for the Kids LP/CD
- HS03 Gorilla Angreb / Lokum – Split In A Half 7"
- HS04 Arrigt Antræk – Arrigt Antræk 7"
- HS05 Young Wasteners – Young Wasteners 7"
- HS06 Dansetten – Mask Rouletta LP/CD
- HS07 Gorilla Angreb – Discography LP/CD
- HS08 Young Wasteners – We Got Ways 12"
- HS09 Cola Freaks – Cola Freaks 7"
- HS10 The Vicious – Igen 7"
- HS11 No Hope for the Kids – Das Reich / Angels Of Destruction 7"
- HS12 Cola Freaks – Ingenting Set 7"
- HS13 War of Destruction – Normalisering 7"
- HS14 Masshysteri – Masshysteri 7"
- HS15 Hjertestop – Vi Ses I Helvede 12"
- HS16 Leathervein – Leathervein 12"
- HS17 Amdi Petersens Armé – Discography LP/CD COMING SOON
- HS18 Hul – Den Danske Ungdom 12" (repress)
- HS19 Lokum – Lokum 12"
- HS20 De Høje Hæle – Ska Vi Aldrig Videre? LP/CD
- HS21 Night Fever – Night Fever CD
- HS21,5 Nukketeateri – Tervetuloa Helvettiin... 7" (Repress)
- HS22 Cola Freaks – Cola Freaks LP/CD